# タランタシオ

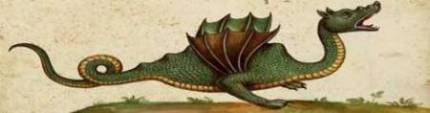
タランタシオ

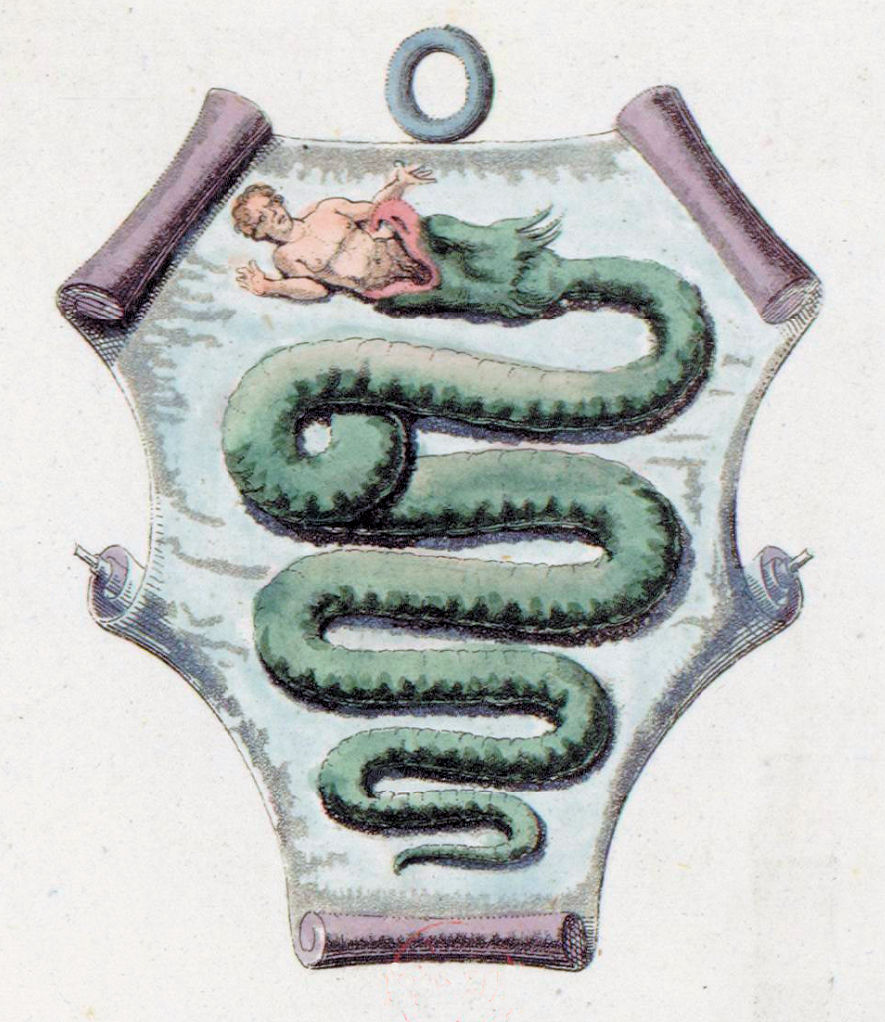
ヴィスコンティ家の紋章

タランタシオ（イタリア語: Tarantasio）は、イタリアのロンバルディア地方に伝わる竜である。

ジェルンド湖に棲む竜は、エッチェリーノ3世・ダ・ロマーノの死体から生まれたという。大きな角と尾、水かきのある足を持ち、口から火を吐き、鼻から煙を出す。住民を恐怖に陥れたため、ヴィスコンティ家の先祖によって退治されたという。